# AN-94
AN-94, förkortning av Avtomat Nikonova obraztsa 1994 (ryska: Автомат Никонова образца 1994, "Automatkarbin Nikonov modell 1994"), ibland kallad "Abakan", är en avancerad rysk/sovjetisk automatkarbin, konstruerad av den ryska vapenkonstruktören Gennadiy Nikonov. Vapnet har en avancerad mekanism som ersätter patronvis eld med mekaniskt bestämd tvåskottspunkteld (två skott per avtryckning), vilka avfyras med en eldhastighet av 1 800 skott per minut (0,067 sekunder mellan skott). Mekanismen bygger på att ett andra skott skjuts in i patronläget och avfyras innan rekylen från första skottet hunnit påverka skytten. Rekylen från det första skottet "fördröjs" alltså tills efter de två kulorna har lämnat pipan. Den stora fördelen med denna mekanism är att den i teorin ger högre träffsäkerhet, eftersom skytten skjuter två kulor mot samma punkt innan denne påverkas av rekylen.
AN-94-plattformen är utvecklad som en efterföljare till den världsomspännande Kalasjnikov-plattformen. Utprovning av vapnet påbörjades redan på 1980-talet i Sovjetunionen, vilket togs över av ryska federationen efter Sovjetunionens fall. I senare utprovning valdes vapnet som Rysslands nästa generations enhetsvapen, då det utklassade alla andra (en del anmärkningsvärda) vapen i utprovningar, till och med den avancerade Kalasjnikov-modellen 'AKB'. AN-94 beställdes av den ryska militären och massproduktion schemalades vid de historiska statliga Izjmasjfabrikerna (Ижмаш). Vid Izhmashs statliga fabriker kom AN-94 att påbörja produktion som en ersättare av dess föregångare, enhetsvapnet AK-74, men på grund av ekonomiska problem har det aldrig kunnat ersätta dess föregångare som enhetsvapen i den ryska armén. Istället har AN-94 getts ut till specialstyrkor, vissa polisstyrkor och ryska inrikesministeriet. Ett intressant faktum om AN-94 är att till skillnad från de flesta ryska vapen så finns det inga planer på att sälja detta vapen till utländska köpare.[källa behövs]

## Design
AN-94 har samma kaliber (5.45x39mm M74) som AK-74, och den använder ett roterande lås för slutstycket. Nikonov och de andra ingenjörerna använder det ryska uttrycket смещенный импульс свободного затвора (smeshchonnij impuls svobodnovo zatvora) för att beskriva vapnets funktion, som betyder "skiftande rekylpuls". När slutstycket drivs bakåt av gaserna från hylsan, aktiveras patronmatningen. Denna mekanism tillåter en högre eldhastighet än vad normalt är möjligt. Denna höga eldhastighet (1 800 kulor/min) används i tvåskotts följd i en salva. Dessa skott är de två första under en automateld med följande kulor avfyrade i normala 600 skott/min. Detta påstås vara mycket effektivt mot kroppskydd då den andra kulan träffar på samma ställe som den första vilket penetrerar skydd som en 5.45mm kula inte kan penetrera. Liknande princip användes senare av den mexikanska FX-05 Xiuhcoatlgeväret, men det liknade tyska vapnet G36 så mycket att det anklagades för patentbrott av Hechler & Koch. Det bakre siktet är en förbättring av Kalasjnikovs. Rekyldämparen på pipan är designad för att minimera ljusblixten från varje skott så att det blir svårare att se varifrån elden kommer i mörker.
AN-94 ska vara mycket träffsäkrare än AK-74M och till skillnad från AK-74M kan den bära GP-30 granattillsats och bajonett samtidigt. Den kan också använda nydesignade 60 skotts magasin.
Det rapporteras att AN-94:ans produktionskostnad är sex gånger högre än att tillverka en AK74M. Den avancerade mekanismen är också sagd vara mer underhållskrävande än den enklare och mer stryktåliga AK-serien.